# Фебруарски поход
Фебруарски поход (мкд. Февруарски поход) био је усиљени марш бораца јединица Народноослободилачке војске Југославије, која је током фебруара 1944. године извршила оперативна дејства на територији источне, централне и западне Македоније.

## Ситуација пре похода
У другој половини децембра 1943. година и у јануару 1944. године, главнина јединица НОВ и ПОМ, заједно са партијским и војним руководством, налазила се на подручју Меглена, Егејска Македонија, јужно од планине Кожуф. Након формирања Друге македонске бригаде 20. децембра 1943. године у том рејону, код села Фуштани, Главни штаб НОВ и ПО Македоније формирао је три борбене групе од партизанских јединица које су тамо биле присутне и дао им задаћу да крену у напад на окупаторске снаге код Тиквеша, Ђевђелије и Мариова.
Активности јединица НОВ и ПОМ принудиле су немачке и бугарске снаге да покрену две офанзивне операције против партизана у рејону Меглена, где се налазила њихова оперативна база. У Првој офанзиви, која је трајала од 4. до 8. јануара 1944. године, учествовали су само немачки војници из Солуна и Водена, а у Другој офанзиви, уз немачке, учествовале су и бугарске јединице из 17. дивизије у Штипу, а која је трајала од 16. до 20. јануара 1944. године.

## Фебруарски поход
По завршетку ових офанзива у којима су партизанске снаге победиле, Главни штаб Македоније оценио је да су обезбеђени услови за јединице НОВЈ с подручја Меглена да покрену војне операције и тако се пробију према централној, западној и источној Македонији. Главни штаб је израдио следећи план:
- Прва борбена група, коју је сачињавала Прва македонско-косовска бригада, требало је да ујутро 31. јануара 1944. године од села Бахово крене преко Мариова, Азота и Пореча према западној Македонији.
- Друга борбена група, коју је сачињавала Друга македонска бригада, требало је ујутро 31. јануара 1944. године да крене од села Зборско у борбене акције у рејон Тиквеша и Ђевђелије, са задаћом да на себе привуче што више непријатељских снага с циљем олакшања пробоја Првој и Другој борбеној групи.
- Трећа борбена група, Тичова група, коју су чинили један македонски батаљон и бугарски батаљон „Христо Ботев”, требало је да заједно са Главним штабом крене истог дана у исто време од Зборског преко Беласице, Плачковице и Осогова те да дође до Куманова.

Тако је започео период војних операција широких размера које су извршили македонски партизани, познат под именом Фебруарски поход. Успешно спровођење похода имало је велик политички и војни значај за развој НОБ-а у Македонији.
Након Пролећне офанзиве која је уследила након Фебруарског похода 1944. године, биле су формиране крупне слободне територије чиме су били обезбеђени услови за одржавање Првог заседања АСНОМ-а.